# Institut Mines-Télécom

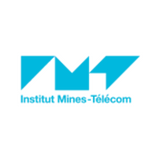
Institut Mines-Télécom

Institut Mines-Télécom (IMT) är en fransk grande école som utexaminerar generalistingenjörer i norra Frankrike (Paris), och som är medlem av Université Paris-Saclay.

## Forskning
- Digital
- Energi
- Naturresurser och miljö
- Avancerade material
- Ekonomi, näringsliv och samhälle[2]